# 村上健太郎
村上 健太郎（むらかみ けんたろう、1985年3月1日 - ）は、愛媛朝日テレビのアナウンサー。愛媛県今治市出身。

## 人物
血液型A型。
2007年4月に愛媛朝日テレビに入社。

## 担当番組
- スーパーJチャンネルえひめ（金曜キャスター、スポーツコーナー担当）
- アナろぐ!
- ぐるりん瀬戸内（eat担当アナ、2007年4月 - ）
- 高校野球中継（実況、2007年7月 - ）
- eatニュースBOX （水曜・木曜キャスター、月曜スポーツコーナー担当）
- eatニュース
- Jリーグ中継（DAZN）